# Да Силва, Эливелтон
Эливелтон Семеан Да Силва (порт.-браз. Elivelton Semeão da Silva; род. 18 февраля 1999, Бразилия) — бразильский футболист, защитник клуба «Сампайо Корреа».

## Карьера
Футбольную карьеру начинал в составе клуба «Атлетико Сеаренсе».
28 сентября 2023 года стал игроком бразильского клуба «Витория дас Табокас».
16 января 2024 года перешёл в бразильский клуб «Гоятуба».
3 апреля 2024 года подписал контракт с казахстанским клубом «Жетысу». 14 апреля 2024 года в матче против клуба «Актобе» дебютировал в кубке Казахстана (0:1), выйдя на замену на 55-й минуте вместо Адильхана Добая. 4 мая 2024 года в матче против клуба «Тобол» Костанай дебютировал в чемпионате Казахстана (0:1), выйдя на замену на 82-й минуте вместо Асхата Балтабекова.

## Клубная статистика
| Игровая карьера | Игровая карьера | Игровая карьера | Лига | Лига | Кубок | Кубок | Межд. | Межд. | Др. | Др. |
| --------------- | --------------- | --------------- | ---- | ---- | ----- | ----- | ----- | ----- | --- | --- |
| 2024            | Жетысу          | А               | 3    | 0    | 3     | 0     | —     | —     | —   | —   |